# Geranomyia satipoana
Geranomyia satipoana is een tweevleugelige uit de familie steltmuggen (Limoniidae). De soort komt voor in het Neotropisch gebied.